# ديفيد نورث (سياسي)
ديفيد نورث (بالإنجليزية: David North)‏ هو سياسي أمريكي، ولد في 1950. نشط حزبياً في Socialist Equality Party (United States) ‏.